# Braskesjön
Braskesjön är en sjö i Färgelanda kommun i Dalsland och ingår i Örekilsälvens huvudavrinningsområde. Sjöns area är 0,018 kvadratkilometer och den är belägen 140 meter över havet.